# Скляево 4-е
Скляево 4-е — село в Рамонском районе Воронежской области.
Входит в состав Скляевского сельского поселения.

## История
Основано как выселок из села Скляево в сер. Х1Хв., имело второе наименование – «Лепеги» В 1859г. в селе в 17 дворах проживало 161 человек. В 1900г. население составляло 236 жителей, проживавших в 32 дворах. В 2007г. здесь проживало 5 человек.

## География
Расположено юго-западнее села Скляево, «при ручье Зеленом Ключе». 
В селе имеется одна улица — Полевая.

## Население
| 2010 |
| ---- |
| 1    |